# François Quinchon
François Quinchon (Hornu, 6 september 1865 - 1 juli 1940) was een Belgisch senator en burgemeester.

## Levensloop
François Quinchon begon als mijnwerker en werd directeur van een coöperatieve vennootschap.
In 1921 werd hij gemeenteraadslid en schepen van Hornu, en van 1922 tot aan zijn dood was hij er burgemeester. Van 1902 tot 1925 was hij provincieraadslid.
Hij werd BWP-senator in 1925 en vervulde dit mandaat tot in 1936.
Hornu heeft een Place Quinchon.